# Republikanische Bewegung
Die Republikanische Bewegung, oder französisch Mouvement national d’action républicaine, war eine 1971 bis 1989 bestehende nationalistische rechtsextreme politische Partei in der Schweiz.

## Geschichte
Die Republikanische Bewegung spaltete sich von der Nationalen Aktion (NA) ab nach einem Streit zwischen James Schwarzenbach und der NA. 1971 eroberte die Partei auf Anhieb sieben Nationalratssitze, die sie wohl der Popularität von Schwarzenbach zu verdanken hatte: Gewählt wurden Walter Bräm (Zürich), Josef Fischer (Aargau), Hans Ulrich Graf (Zürich), Wilfried Naegeli (Thurgau), Werner Reich (Zürich), James Schwarzenbach (Zürich) und Eduard von Waldkirch (Bern). Sekretär der Bewegung war Ulrich Schlüer.

Bei den 

„Nationalratswahlen 1975 bestätigte sich der Abwärtstrend, der auch mit den Abspaltungen innerhalb der Bewegung zusammenhing. 1978 trat Schwarzenbach resigniert als Parteipräsident zurück und gab sein Nationalratsmandat ab. Im darauffolgenden Jahr schafften die Republikaner den Sprung in die nationale Legislative nicht mehr, was auf die enge, für rechtspopulistische Bewegungen typische Verknüpfung von Leaderfigur, Bewegung und Mobilisierung hinweist, oder wie es Drews formuliert: ‚Schwarzenbach war die Republikaner, und die Republikaner waren Schwarzenbach‘.“

Ab Ende der 1970er Jahre verschwand sie fast völlig von der politischen Bildfläche. Ein gewisser M. Burgener gründete 1972 in Lausanne die Abspaltung Rassemblement national républicain, die ihre Sichtweisen in der Zeitschrift L’Appel bekundete. Insgesamt gab es drei Abspaltungen. Eine dieser Splittergruppen bestand in Bern unter der Leitung von P. Hediger.
1987 initiierte die Republikanische Bewegung eine nicht zur Abstimmung gebrachte Volksinitiative, deren Ziel es war, das Asylrecht auf Menschen mit weisser Hautfarbe zu beschränken. 1988 zählte die Partei noch etwa 500 Mitglieder. Am 22. April 1989 beschloss die Partei unter Leitung von Franz Baumgartner ihre Auflösung.

## Zeitschriften
Die Republikanische Bewegung gab in der Deutschschweiz ihr Mitteilungsorgan Der Republikaner heraus. In der Romandie erschien das zugewandte Blatt Notre combat républicain: Lettre politique unter der Leitung von Luc de Meuron in Neuenburg. Es war ein in Matrizendruck hergestelltes Hauserzeugnis de Meurons, das etwa 15 Mal jährlich erschien und 1985 die 100. Nummer erreichte.